# Petrorossia angustata
Petrorossia angustata är en tvåvingeart som först beskrevs av Carl Ludwig Doleschall 1859.  Petrorossia angustata ingår i släktet Petrorossia och familjen svävflugor. Inga underarter finns listade i Catalogue of Life.